# 欧白芥属
欧白芥属（学名：Sinapis）是十字花科下的一个属，为一年生草本植物。该属共有约10种，分布于地中海区域。